# Злазненська сільська рада
Зла́зненська сільська́ ра́да — орган місцевого самоврядування в Костопільському районі Рівненської області. Адміністративний центр — село Злазне.

## Загальні відомості
- Територія ради: 44,07 км²
- Населення ради: 2 370 осіб (станом на 2001 рік)
- Територією ради протікає річка Горинь.

## Населені пункти
Сільській раді підпорядковані населені пункти:
- с. Злазне
- с. Вигін
- с. Перетоки

## Склад ради
Рада складається з 16 депутатів та голови.
- Голова ради: Бабич Тамара Василівна
- Секретар ради: Спічак Мирослава Олександрівна

### Керівний склад попередніх скликань
| Прізвище, ім'я, по батькові     | Основні відомості                                                 | Дата обрання | Дата звільнення |
| ------------------------------- | ----------------------------------------------------------------- | ------------ | --------------- |
| Кричильська Валентина Сергіївна | Сільський голова, 1966 року народження, позапартійна              | 26.03.2006   | 31.10.2010      |
| Бабич Тамара Василівна          | Сільський голова, 1967 року народження, освіта вища, позапартійна | 31.10.2010   |                 |

Примітка: таблиця складена за даними сайту Верховної Ради України